# تضخم المريء
تضخم المريء (بالإنجليزية: Megaesophagus or esophageal dilatation)‏ هو اضطراب في المريء لدى البشر والثدييات الأخرى، حيث يتوسع المريء بشكل غير طبيعي. ينجم تضخم المريء عن أي مرض يسبب فشل عضلات المريء في دفع الطعام والسوائل من الفم إلى المعدة (أي فشل التمعج). يمكن أن يدخل الطعام في المريء الرخو حيث يمكن أن يتحلل أو يتسرب أو قد يتم استنشاقه إلى الرئتين (مما يؤدي إلى ذات الرئة الشفطي).

## روابط خارجية
- http://www.caninemegaesophagus.org/
- http://www.upei.ca/~cidd/Diseases/GI%20disorders/megaesophagus.htm
- https://web.archive.org/web/20070327131423/http://www.gcvs.com/internists/megaesophagus.htm